# Hopman Cup 1999
La Hopman Cup 1999 est la 11e édition du tournoi. Huit équipes mixtes participent à la compétition finale, la huitième équipe étant qualifiée au cours de play-off (la France validant son ticket d'entrée contre le Zimbabwe). La compétition se dispute selon les modalités dites du « round robin » : séparées en deux poules de quatre équipes, les deux premières de chacune sont conviées à se disputer le titre en finale. Chaque confrontation entre deux pays consiste en trois phases : un simple dames, un simple messieurs et un double mixte décisif.
Le tournoi, qui commence le 2 janvier au Burswood Entertainment Complex, se déroule à Perth, en Australie.

## Faits marquants
À la suite du forfait de l’Espagne, le Zimbabwe prend sa place pour le match de round robin contre l’Afrique du Sud.

## Parcours
| No | Équipe                              | Résultat                                  | Ultimes adversaires         |
| -- | ----------------------------------- | ----------------------------------------- | --------------------------- |
| 1  | Jelena Dokić Mark Philippoussis     | Victoire                                  | Åsa Carlsson Jonas Björkman |
| 2  | Amanda Coetzer Wayne Ferreira       | 2e du groupe A                            | 2 victoires 1 défaite       |
| 3  | Sandrine Testud Guillaume Raoux     | 3e du groupe A                            | 1 victoire 2 défaites       |
| 4  | Arantxa Sánchez Vicario Carlos Moyà | 4e du groupe A                            | 0 victoire 2 défaites       |
| 5  | Cara Black Wayne Black              | tour de barrage remplacement de l’Espagne | 0 victoire 1 défaite        |

| No | Équipe                                | Résultat       | Ultimes adversaires             |
| -- | ------------------------------------- | -------------- | ------------------------------- |
| 1  | Åsa Carlsson Jonas Björkman           | Finale         | Jelena Dokić Mark Philippoussis |
| 2  | Lindsay Davenport Jan-Michael Gambill | 2e du groupe B | 1 victoire 2 défaites           |
| 3  | Martina Hingis Ivo Heuberger          | 3e du groupe B | 1 victoire 2 défaites           |
| 4  | Karina Habšudová Karol Kučera         | 4e du groupe B | 1 victoire 2 défaites           |

## Match de barrage
|  | Équipe 1 | Score | Équipe 2 |  |
|  | France   | 2 – 1 | Zimbabwe |  |

## Matchs de poule
L'équipe en tête de chaque poule se voit qualifiée pour la finale.

### Groupe A

#### Classements
| #   | Équipe victorieuse | Adversaire     | Score |
| 1er | Australie          | France         | 2 - 1 |
| 2e  | Afrique du Sud     | Australie      | 2 - 1 |
| 3e  | Australie          | Espagne        | 3 - 0 |
| 4e  | France             | Afrique du Sud | 2 - 1 |
| 5e  | France             | Espagne        | 2 - 1 |
| 6e  | Afrique du Sud     | Zimbabwe       | 2 - 1 |

| #   | Pays           | Points | Matchs | Sets   |
| --- | -------------- | ------ | ------ | ------ |
| 1re | Australie      | 2 - 1  | 6 - 3  | 10 - 6 |
| 2e  | Afrique du Sud | 2 - 1  | 5 - 4  | 10 - 6 |
| 3e  | France         | 2 - 1  | 5 - 4  | 9 - 8  |
| 4e  | Espagne        | 0 - 2  | 1 - 5  | 2 - 9  |
| 5e  | Zimbabwe       | 0 - 1  | 1 - 2  | 0 - 4  |

#### Matchs détaillés
|  | Équipe 1  | Score | Équipe 2 |  |
|  | Australie | 2 – 1 | France   |  |

| Ordre des matchs | Joueurs               | Points au premier set | Points au second set | Points au troisième set |
| ---------------- | --------------------- | --------------------- | -------------------- | ----------------------- |
| 1                | Jelena Dokić          | 6                     | 6                    |                         |
| 1                | Sandrine Testud       | 1                     | 3                    |                         |
|                  |                       |                       |                      |                         |
| 2                | Mark Philippoussis    | 6                     | 6                    |                         |
| 2                | Guillaume Raoux       | 1                     | 2                    |                         |
|                  |                       |                       |                      |                         |
| 3 (sans enjeu)   | Dokić - Philippoussis | 2                     | 2                    |                         |
| 3 (sans enjeu)   | Testud - Raoux        | 6                     | 6                    |                         |

|  | Équipe 1  | Score | Équipe 2       |  |
|  | Australie | 1 – 2 | Afrique du Sud |  |

| Ordre des matchs | Joueurs               | Points au premier set | Points au second set | Points au troisième set |
| ---------------- | --------------------- | --------------------- | -------------------- | ----------------------- |
| 1                | Jelena Dokić          | 6                     | 6                    |                         |
| 1                | Amanda Coetzer        | 1                     | 0                    |                         |
|                  |                       |                       |                      |                         |
| 2                | Mark Philippoussis    | 2                     | 3                    |                         |
| 2                | Wayne Ferreira        | 6                     | 6                    |                         |
|                  |                       |                       |                      |                         |
| 3 (sans enjeu)   | Dokić - Philippoussis | 6                     | 6                    |                         |
| 3 (sans enjeu)   | Coetzer - Ferreira    | 2                     | 3                    |                         |

|  | Équipe 1  | Score | Équipe 2 |  |
|  | Australie | 3 – 0 | Espagne  |  |

| Ordre des matchs | Joueurs                 | Points au premier set | Points au second set | Points au troisième set |
| ---------------- | ----------------------- | --------------------- | -------------------- | ----------------------- |
| 1                | Jelena Dokić            | 6                     | 6                    |                         |
| 1                | Arantxa Sánchez Vicario | 3                     | 2                    |                         |
|                  |                         |                       |                      |                         |
| 2                | Mark Philippoussis      | 6                     | 7                    |                         |
| 2                | Carlos Moyà             | 4                     | 6                    |                         |
|                  |                         |                       |                      |                         |
| 3 (sans enjeu)   | Dokić - Philippoussis   |                       |                      |                         |
| 3 (sans enjeu)   | Sánchez Vicario - Moyà  | wo                    |                      |                         |

|  | Équipe 1 | Score | Équipe 2       |  |
|  | France   | 2 – 1 | Afrique du Sud |  |

| Ordre des matchs | Joueurs            | Points au premier set | Points au second set | Points au troisième set |
| ---------------- | ------------------ | --------------------- | -------------------- | ----------------------- |
| 1                | Sandrine Testud    | 6                     | 1                    |                         |
| 1                | Amanda Coetzer     | 7                     | 6                    |                         |
|                  |                    |                       |                      |                         |
| 2                | Guillaume Raoux    | 6'7'                  |                      | 3                       |
| 2                | Wayne Ferreira     | 5                     |                      | 7                       |
|                  |                    |                       |                      |                         |
| 3                | Testud - Raoux     | 7                     |                      | 6                       |
| 3                | Coetzer - Ferreira | 5                     |                      |                         |

|  | Équipe 1 | Score | Équipe 2 |  |
|  | France   | 2 – 1 | Espagne  |  |

| Ordre des matchs | Joueurs                 | Points au premier set | Points au second set | Points au troisième set |
| ---------------- | ----------------------- | --------------------- | -------------------- | ----------------------- |
| 1                | Sandrine Testud         | 6                     | 6                    |                         |
| 1                | Arantxa Sánchez Vicario | 6                     | 6                    |                         |
|                  |                         |                       |                      |                         |
| 2                | Guillaume Raoux         | 6                     | 6                    | 3                       |
| 2                | Wayne Ferreira          | 7                     | 2                    | 6                       |
|                  |                         |                       |                      |                         |
| 3                | Testud - Raoux          | 7                     | 7                    |                         |
| 3                | Sánchez Vicario - Moyà  | 5                     | 5                    |                         |

|  | Équipe 1       | Score | Équipe 2 |  |
|  | Afrique du Sud | 2 – 1 | Zimbabwe |  |

| Ordre des matchs | Joueurs            | Points au premier set | Points au second set | Points au troisième set |
| ---------------- | ------------------ | --------------------- | -------------------- | ----------------------- |
| 1                | Amanda Coetzer     | 6                     | 6                    |                         |
| 1                | Cara Black         | 3                     | 4                    |                         |
|                  |                    |                       |                      |                         |
| 2                | Wayne Ferreira     | 7                     | 7                    |                         |
| 2                | Wayne Black        | 5                     | 6                    |                         |
|                  |                    |                       |                      |                         |
| 3 (sans enjeu)   | Coetzer - Ferreira | wo                    |                      |                         |
| 3 (sans enjeu)   | Black - Black      |                       |                      |                         |

### Groupe B

#### Classements
| #   | Équipe victorieuse | Adversaire | Score |
| 1er | Suède              | Slovaquie  | 2 - 1 |
| 2e  | Slovaquie          | Suisse     | 2 - 1 |
| 3e  | Slovaquie          | États-Unis | 0 - 3 |
| 4e  | Suède              | Suisse     | 2 - 1 |
| 5e  | Suède              | États-Unis | 2 - 1 |
| 6e  | Suisse             | États-Unis | 2 - 1 |

| #   | Pays       | Points | Matchs | Sets   |
| --- | ---------- | ------ | ------ | ------ |
| 1re | Suède      | 3 - 0  | 6 - 3  | 12 - 8 |
| 2e  | États-Unis | 1 - 2  | 5 - 4  | 11 - 9 |
| 3e  | Suisse     | 1 - 2  | 4 - 5  | 9 - 11 |
| 4e  | Slovaquie  | 1 - 2  | 3 - 6  | 9 - 13 |

#### Matchs détaillés
|  | Équipe 1 | Score | Équipe 2  |  |
|  | Suède    | 2 – 1 | Slovaquie |  |

| Ordre des matchs | Joueurs             | Points au premier set | Points au second set | Points au troisième set |
| ---------------- | ------------------- | --------------------- | -------------------- | ----------------------- |
| 1                | Åsa Carlsson        | 3                     | 3                    |                         |
| 1                | Karina Habšudová    | 6                     | 6                    |                         |
|                  |                     |                       |                      |                         |
| 2                | Jonas Björkman      | 7                     | 6                    |                         |
| 2                | Karol Kučera        | 5                     | 1                    |                         |
|                  |                     |                       |                      |                         |
| 3                | Carlsson - Björkman | 6                     | 3                    | 6                       |
| 3                | Habšudová - Kučera  | 3                     | 6                    | 1                       |

|  | Équipe 1  | Score | Équipe 2 |  |
|  | Slovaquie | 2 – 1 | Suisse   |  |

| Ordre des matchs | Joueurs                   | Points au premier set | Points au second set | Points au troisième set |
| ---------------- | ------------------------- | --------------------- | -------------------- | ----------------------- |
| 1                | Karina Habšudová          | 0                     | 3                    |                         |
| 1                | Martina Hingis            | 6                     | 6                    |                         |
|                  |                           |                       |                      |                         |
| 2                | Karol Kučera              | 6                     | 6                    | 6                       |
| 2                | Ivo Heuberger             | 7                     | 4                    | 3                       |
|                  |                           |                       |                      |                         |
| 3                | Karina Habšudová - Kučera | 6                     | 6                    |                         |
| 3                | Hingis - Heuberger        | 4                     | 0                    |                         |

|  | Équipe 1  | Score | Équipe 2   |  |
|  | Slovaquie | 0 – 3 | États-Unis |  |

| Ordre des matchs | Joueurs                   | Points au premier set | Points au second set | Points au troisième set |
| ---------------- | ------------------------- | --------------------- | -------------------- | ----------------------- |
| 1                | Karina Habšudová          | 4                     | 2                    |                         |
| 1                | Lindsay Davenport         | 6                     | 6                    | 7                       |
|                  |                           |                       |                      |                         |
| 2                | Karol Kučera              | 6                     | 4                    | 5                       |
| 2                | Jan-Michael Gambill       | 7                     | 6                    | 5                       |
|                  |                           |                       |                      |                         |
| 3 (sans enjeu)   | Karina Habšudová - Kučera | 3                     |                      | 7                       |
| 3 (sans enjeu)   | Davenport - Gambill       | 6                     |                      |                         |

|  | Équipe 1 | Score | Équipe 2 |  |
|  | Suède    | 2 – 1 | Suisse   |  |

| Ordre des matchs | Joueurs             | Points au premier set | Points au second set | Points au troisième set |
| ---------------- | ------------------- | --------------------- | -------------------- | ----------------------- |
| 1                | Åsa Carlsson        | 2                     | 2                    |                         |
| 1                | Martina Hingis      | 6                     | 6                    |                         |
|                  |                     |                       |                      |                         |
| 2                | Jonas Björkman      | 6                     | 6                    |                         |
| 2                | Ivo Heuberger       | 2                     | 0                    |                         |
|                  |                     |                       |                      |                         |
| 3                | Carlsson - Björkman | 2                     | 6                    | 6                       |
| 3                | Hingis - Heuberger  | 6                     | 3                    | 4                       |

|  | Équipe 1 | Score | Équipe 2   |  |
|  | Suède    | 2 – 1 | États-Unis |  |

| Ordre des matchs | Joueurs             | Points au premier set | Points au second set | Points au troisième set |
| ---------------- | ------------------- | --------------------- | -------------------- | ----------------------- |
| 1                | Åsa Carlsson        | 2                     | 0                    |                         |
| 1                | Lindsay Davenport   | 6                     | 6                    |                         |
|                  |                     |                       |                      |                         |
| 2                | Jonas Björkman      | 6                     | 6                    |                         |
| 2                | Jan-Michael Gambill | 2                     | 4                    |                         |
|                  |                     |                       |                      |                         |
| 3                | Carlsson - Björkman | 7                     | 6                    |                         |
| 3                | Davenport - Gambill | 6                     | 4                    |                         |

|  | Équipe 1 | Score | Équipe 2   |  |
|  | Suisse   | 2 – 1 | États-Unis |  |

| Ordre des matchs | Joueurs             | Points au premier set | Points au second set | Points au troisième set |
| ---------------- | ------------------- | --------------------- | -------------------- | ----------------------- |
| 1                | Martina Hingis      | 6                     | 5                    | 6                       |
| 1                | Lindsay Davenport   | 3                     | 7                    | 2                       |
|                  |                     |                       |                      |                         |
| 2                | Ivo Heuberger       | 4                     | 4                    |                         |
| 2                | Jan-Michael Gambill | 6                     | 6                    |                         |
|                  |                     |                       |                      |                         |
| 3                | Hingis - Heuberger  | 6                     | 6                    |                         |
| 3                | Davenport - Gambill | 3                     | 3                    |                         |

## Finale
La finale de la Hopman Cup 2000 se joue entre l'Australie et la Suède.
|  | Équipe 1  | Score | Équipe 2 |  |
|  | Australie | 2 – 1 | Suède    |  |